# Yevgeniy Abalakov
Yevgeniy Mikhaylovich Abalakov (em russo: Евге́ний Миха́йлович Абала́ков, 17 de fevereiro [Calend. juliano: 4 de fevereiro] 1907 – 23 de março de 1948 ) foi um alpinismo e escultor soviético.
Abalakov nasceu em Yeniseysk. Ele é conhecido por fazer a primeira ascensão do ponto mais alto da União Soviética, o Pico Stalin de 7.495 metros (mais tarde renomeado Pico do Comunismo e, eventualmente, Pico Ismoil Somoni, seu nome atual), em 3 de setembro de 1933, como membro do 29º destacamento da expedição de Tajique para Pamir Sovnarkom. No início da Guerra Germano-Soviética, teatro da Segunda Guerra Mundial, Abalakov foi para a frente de batalha. Abalakov morreu em 23 de março de 1948 em Moscou, em circunstâncias obscuras, enquanto se preparava para a subida ao Pico da Vitória.  Seu irmão, Vitaly Abalakov, também um famoso montanhista, foi creditado com muitas inovações e invenções em equipamentos de escalada, incluindo o fio Abalakov (ou fio em V).   

Abalakov foi enterrado no Cemitério Novodevichy, em Moscou.